# Palleopa innotata
Palleopa innotata là một loài bướm đêm thuộc họ Geometridae. Nó được tìm thấy ở Úc, bao gồm Tasmania.
Sải cánh dài khoảng 60 mm. Con trưởng thành có cánh trước màu nâu và cánh sau màu nhạt hơn.
Ấu trùng ăn lá loài cây Eucalyptus.

## Hình ảnh

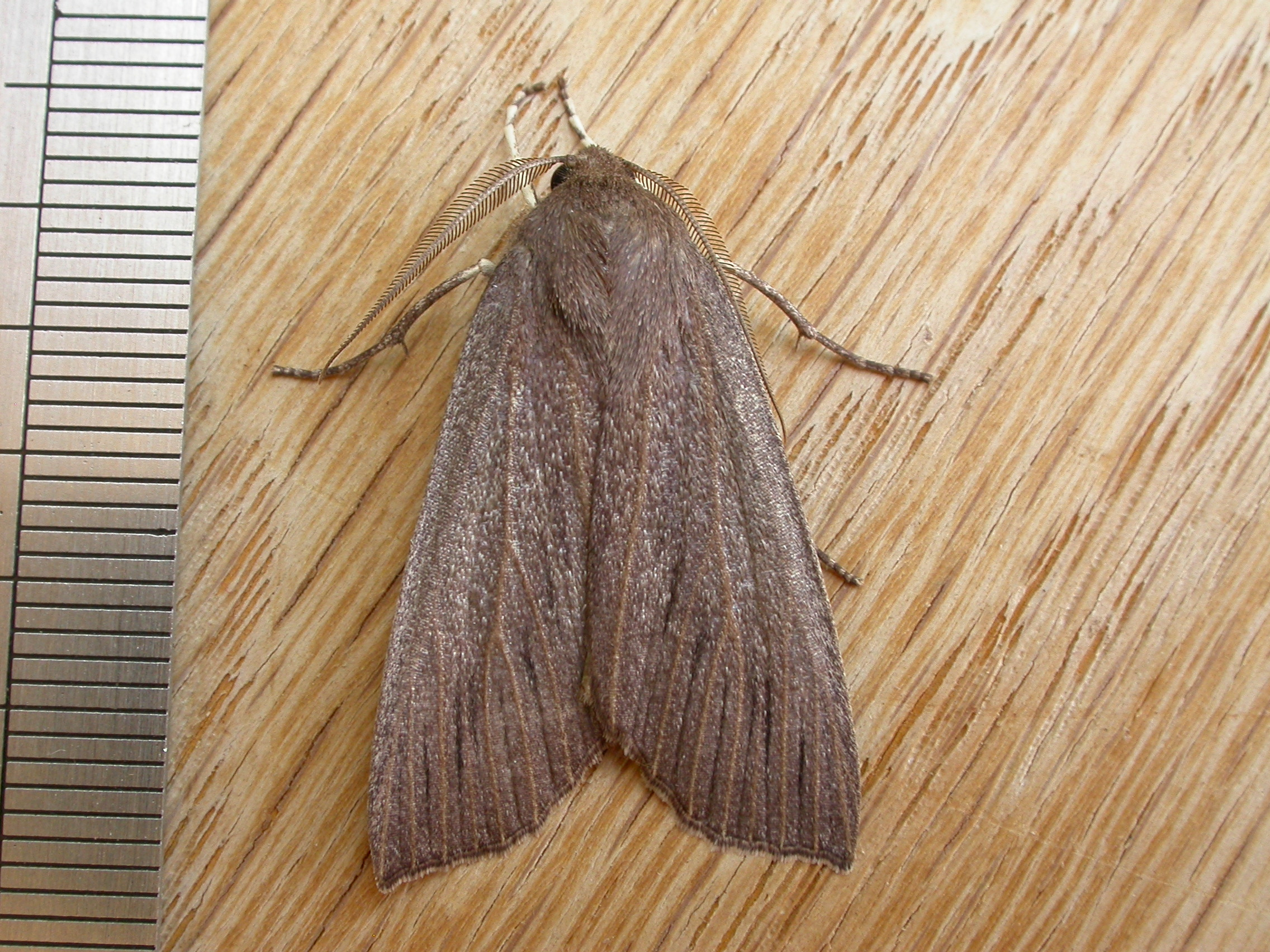
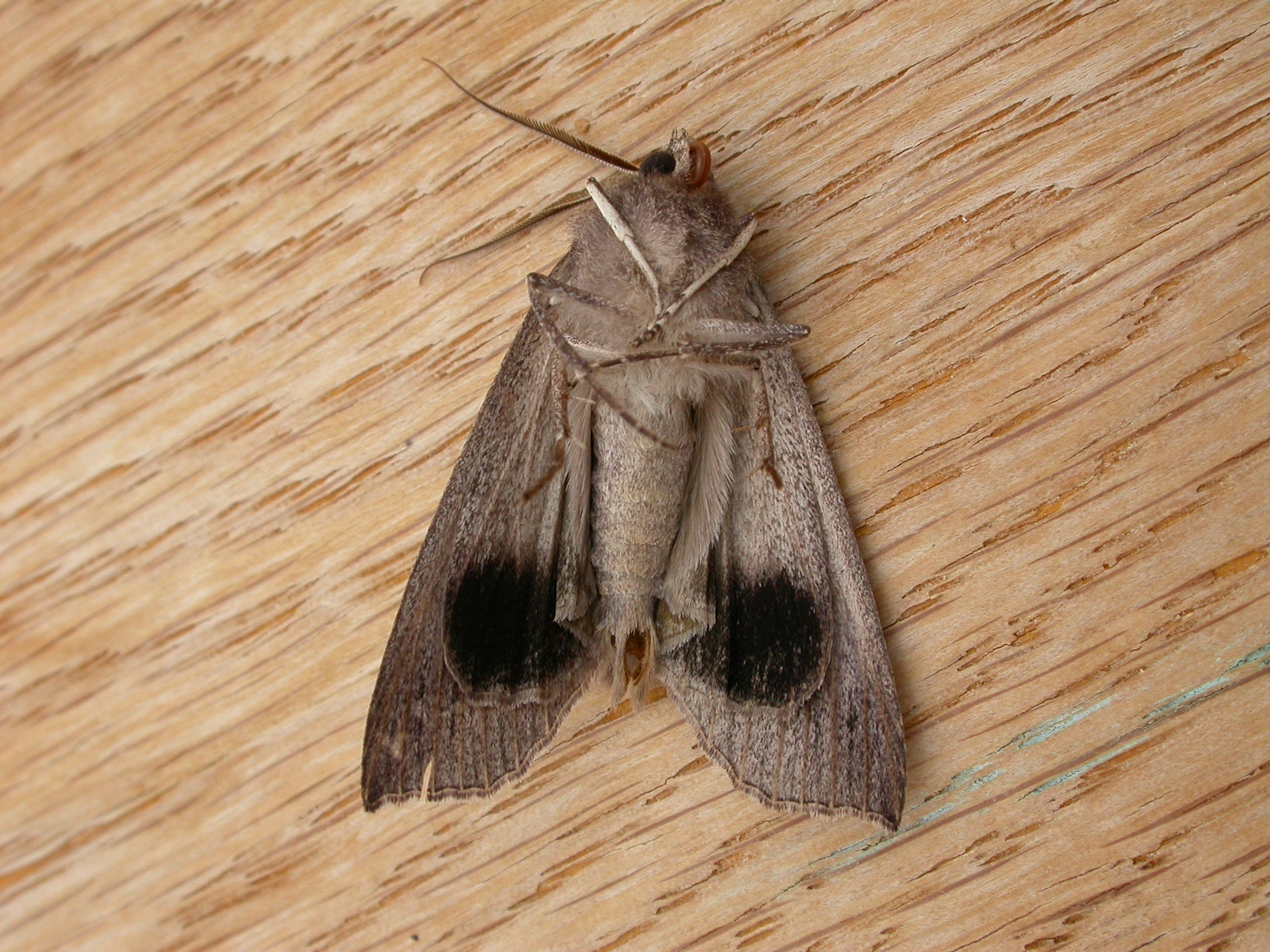
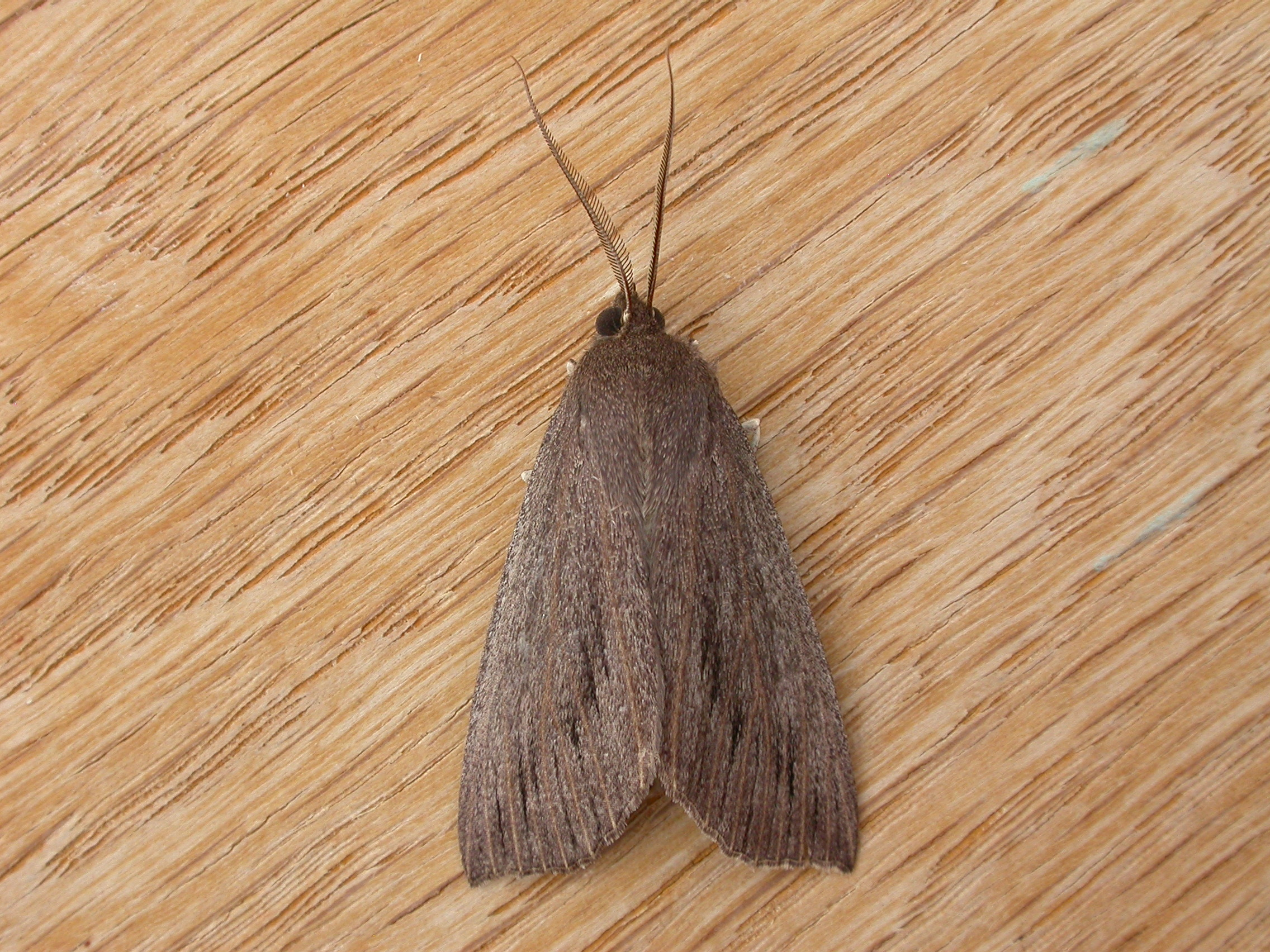